# Marxist-feministerna
Marxist-feministerna, även MF-gruppen, var en feministisk grupp som grundades 1973 i Helsingfors. Gruppen var aktiv under 1970-talet och fram till 1980. Dess förebilder och inspirationskällor fanns i Sverige, bland annat Grupp 8.  
I MF-gruppen diskuterades kvinnofrågor, arbete, familjeliv, samhälle och politik. Medlemmarna praktiserade medvetandehöjning och läste teoretisk litteratur av bland annat Aleksandra Kollontaj, Friedrich Engels, Karl Marx, Shulamith Firestone och Juliet Mitchell. Gruppen fungerade delvis som en studiecirkel, där medlemmarna turades om att hålla inledande anföranden som efterföljdes av gemensam diskussion.    
I MF-gruppens verksamhet ingick också utställningar, aktioner, kvinnodagsfester och att föra feministisk debatt i offentligheten. Flera av medlemmarna hade journalistisk erfarenhet och kontakter till Folkets bildningsförbund, Folktidningen Ny Tid och Rundradion, vilket bidrog till gruppens synlighet i media. År 1975 ordnade MF-gruppen utställningen "Kvinnors svaghet är bara en saga" på Arbis i Helsingfors. Utställningen handlade om kvinnors liv och arbete förr och nu, och den visades senare också på Helsining Työväenopisto och på Esbo stadsbibliotek i Alberga, då i finsk översättning. År 1976 utfördes en porraktion tillsammans med Rödkäringarna (en annan feministisk grupp som också var verksam i Helsingfors under 1970-talet), som gick ut på att klistra upp affischer mot porr på stan. Tillsammans med Rödkäringarna och andra feministiska grupper redigerade man också feministiska tidskrifter under 1970-talet.       
De första medlemmarna i MF-gruppen var Carita Nyström, Birgitta Boucht, Gerd Söderholm, Gun Wasenius och Margareta Thun. Andra personer som deltagit i MF-grupens verksamhet var bland annat Auli Hakulinen, Hilkka Rauta, Brita Wilhelms och Tatiana Sundgren.       
I Birgitta Bouchts och Carita Nyströms bok Denna värld är vår! Handbok i systerskap (1975) ingår en beskrivning av hur MF-gruppen grundades och enligt vilka metoder gruppen arbetade.       